# David Deida
David Deida, född David Greenberg 1958, är en sex- och relationsguru som skrivit flera bästsäljande böcker.
Han talar om tre stadier i relationer:
1. Beroende - Relationen är som ett 1950-talsförhållande när kvinnan behövde mannen för sin försörjning och mannen behövde kvinnan för att ta hand om barn och hem. Mannen är macho och kvinnan är undergiven. Enligt Deida är detta den lägsta nivån, eftersom ens relation bygger på beroendeställningar.
2. 50-50 - Skillnaden mellan kvinnligt och manligt upplöses som på 1970-talet. Var och en är femtio procent kvinna, femtio procent man. Både mannen och kvinnan står på egna ben och klarar sig på egen hand, vilket är ett framsteg från beroendestadiet enligt Deida, som dock tillägger att den polaritet mellan manligt och kvinnligt som ger energi åt förhållanden är nästintill utplånad när allt ska vara lika.
3. Tredje stadiet - Relationen bygger på att bägge får sina essenser berikade genom polariteten i förhållandet. Den som har kvinnlig sexuell essens ger strålande livsenergi och den som har manlig sexuell essens ger en intensiv närvaro.

Deida kopplar också samman sexualitet och andlighet på ett frispråkigt sätt.